# Йёде, Фриц
Фриц Йёде (нем. Fritz Jöde; 2 августа 1887 — 19 октября 1970) — немецкий музыковед и педагог.

## Биография
Сын сапожника, преимущественно самоучка. В 1902-08 годах учился в педагогическом училище. До 1914 года был активным членом «Молодёжного движения» и «Гамбургского Вендекрайза». Несколько лет руководил журналом «Лютня» («Die Laute») в Вольфенбюттеле (1919-23). В 1920-21 годах учился по классу музыковедения у Германа Аберта в Лейпцигском университете.
В 1923 начал преподавать в Государственной академии церковной и школьной музыки в Берлине. В 1923 основал в Берлине первую в Германии государственную детскую музыкальную школу (музыкальные школы имели место в Германии и раньше — фактически первой была муз. школа, которую основал курфюрст Карл Теодор фон Дальберг в 1810 в Ашаффенбурге). Член Национал-социалистической немецкой рабочей партии c 1 января 1940. Преподавал в Моцартеуме (Зальцбург, 1939-45) и Гамбургской высшей школе музыки (1947-52), возглавлял Международный институт молодёжной и народной музыки в Троссингене (с 1953 года). Издал несколько антологий школьных и молодёжных песен.
Фриц Йёде похоронен на Нинштедтенском кладбище в Гамбурге.

## Труды
Сборники песен:
- Ringel-Rangel-Rosen (1913)
- 1813 im Liede (1913)
- Der Rosengarten (1917)
- Der Musikant (1923)
- Der Kanon (1925; переиздано 1997)
- Das Chorbuch (1925)
- Die Singstunde (1929)
- Frau Musica (1929)
- Der Pott (1936)

Теория музыки:
- Musik und Erziehung (1920)
- Die Lebensfrage der neuen Schule (1921)
- Musikschulen für Jugend und Volk (1924)
- Handbücher für Musikerziehung (1926)
- Das schaffende Kind in der Musik (1928)
- Kind und Musik (1930)
- Die Kunst Bach’s dargestellt an seinen Inventionen (1957)
- Bausteine für Musikerziehung und Musikpflege (1951-1957)